# Незабутнє літо
«Незабутнє літо» (рум. O vară de neuitat, фр. Un été inoubliable) — фільм румунського режисера Лучіана Пінтіліе, що вийшов в 1994 році. Фільм про те, як на фоні міжнаціональних розбратів, етнічних «чисток», насилля і жорстокості розгортається історія кохання офіцера.

## Сюжет
Румунія, 1925 рік. Марія-Тереза фон Дебреці (Крістін Скотт Томас) відмовляє на почуття закоханого в неї офіцера, який командує підрозділом, де служить чоловік Марії-Терези. Як наслідок відмови дівчини її сім'я опиняється відправленою в гарячу точку на кордоні Болгарії та Румунії.

## У ролях
- Крістін Скотт Томас
- Клаудіу Блеонтс
- Олга Тудораке
- Джордже Константін